# Техада Норьега, Альберто
Альбе́рто Теха́да Норье́га (исп. Alberto Tejada Noriega; род. 11 ноября 1956, Лима) — перуанский футбольный судья, политик. Арбитр ФИФА с 1988 по 1998 годы.

## Футбольная карьера
В качестве главного судьи обслужил три матча на групповых этапах чемпионатов мира 1994 и 1998 годов. После окончания судейской карьеры в 2010 году избирался на должность главы Перуанской футбольной федерации.

## Политическая карьера
С 2003 по 2006, а также с 2007 по 2010 годы Альберто Техеда Норьега занимал должность мэра района Сан-Борха, расположенного в регионе Лима. С 2011 по 2012 годы являлся министром здравоохранения Перу.